# Penzenreuth (Kirchenthumbach)
Penzenreuth ist ein Gemeindeteil des Marktes Kirchenthumbach im Oberpfälzer Landkreis Neustadt an der Waldnaab.

## Geographie
Das Dorf liegt nordöstlich des Kernortes Kirchenthumbach und nördlich der B 470 an der Kreisstraße NEW 43. Östlich liegt das Naturschutzgebiet Eschenbacher Weihergebiet.